# リノ (パチスロ5号機)
リノ （RENO）とは2015年12月に山佐が発売したパチスロ機。

## 特徴
- 通常時はボーナスの抽選をしていないが、トマトを揃えることによって、転落抽選に当たるまでは高確率でボーナスの抽選を受けることができ、ボーナス終了後も高確率状態のため、結果としてボーナスタイプながら連荘するというゲーム性を疑似的に実現している。
- 導入当初は仕組みが理解されていなかったため、人気が出なかったが、トマトを揃えるための3択が自力であることや、押し順によって異なるゲーム性、そして何より連荘することなどが要因で徐々に人気機種へとなった。
- このようなシステムの機種はこれまでなかったことから、同じようなシステムの機種のことを「リノタイプ」と呼ぶことがある。

## 仕組み
- 約200枚のビッグボーナス、約80枚レギュラーボーナスに加えてゼロボーナスと言われる出玉が増えないボーナスを採用し、普段はゼロボーナスが成立している状態である。ゼロボーナスが成立している状態ではビッグボーナスやレギュラーボーナスの抽選をしていないため、ゼロボーナスを消化する必要があるが、この機種は小役優先制御で、必ず何かの小役かリプレイが成立するようになっているため、ゼロボーナスを揃えることができない。ただし、特殊1枚役が成立した場合、揃えることができる。理由は3種類の特殊1枚役の内、2種類が重複成立している。左リールの3区間の内、2区間では特殊1枚役が揃ってしまうが、残りの1区間で押した場合は特殊1枚役を取りこぼすため、ゼロボーナスが揃えることができる。3区間はBAR付近、青7付近、その間に分けられる。
- ゼロボーナスは見た目上はトマト揃いである。2ゲーム間2枚掛けで2枚の払い出しを終えた後はボーナスが成立していないため、ビッグやレギュラーのボーナスの抽選を受けることができる状態になる。
- ただし、ゼロボーナスの抽選もしており、これに当たってしまうと押した位置により2分の1でレモンが小山型に揃い、即ゼロボーナスを揃えることができるが、2分の1で揃えることができず、またビッグ、レギュラー無抽選状態となってしまう。

## ゲーム性
- 通常時はまずトマトを揃えるため、特殊1枚役を引く。この特殊1枚役を「トマトチャンス」と呼ぶことが多い。
- 左リールの3択に成功するとトマトが揃う。目押しをしなくても確率は同じである。逆押し等でトマトチャンスを確定させておいて、左リールの3択に挑む打ち方が主流となった。
- トマトを揃え、2ゲームのゼロボーナスを消化したあとは再びゼロボーナスを引くまでにビッグボーナスかレギュラーボーナスを引いていく。
- ゼロボーナスを引いてしまった場合は「ピンチ目」という出目が出現する。ただし、ハズレ時にも同様の出目が出るため、必ずしも通常状態に転落してしまったとは限らない。
- ビッグボーナス、レギュラーボーナス中はまず左リールに赤7付近を目押しして、中段にリプレイ、リプレイ、レモンの出目を出す。これはジャックインフラグを引き、取りこぼしたことを示す。
- 1度ジャックインを取りこぼすと、レモンが揃うようになる。ジャックインは小役優先制御のため、揃うことはないので、逆押しフリー打ちで消化する。
- ビッグボーナスを連荘することで、ボーナス時の曲は変化する。7連以降は懐かしい山佐の過去機の曲も流れる。

## 後継機

### スーパーリノMAX
翌2016年4月に後継機として「スーパーリノMAX」が発売された。見た目や図柄は違うが、リール配列やシステムなど基本的にはリノと同じであるが大きな変更点はボーナスの獲得枚数の増加、連荘率の増加、トマトチャンスの確率の低下であり、リノに比べて荒波になりやすい。実はリノよりも先に検定に合格しているが、発売は後になった。

### スーパーリノXX
2018年12月に山佐初の6号機として発売された。配列は同じであるが、通常時に4枚役が揃う、ボーナスがビッグボーナスのみで獲得枚数の大幅減少、連荘率の増加、これまでのリノでは揃わなかった役構成などの変更点がある。通常時にはスタート音の遅れもあり、小遅れはコインorトマトチャンス、大遅れはトマトチャンス確定である。また、左リールがバウンドストップした場合はトマト揃い確定である。また、完全告知ではないが、様々な違和感演出が搭載されている。

### ハイパーリノ
2017年6月に「ハイパーリノ」が発売された。この機種はリノシステムではなく、普通のボーナスタイプの機種である。大きな特徴は設定が「設定Y」の1種類しかなく、どの台を打っても同じであること。ボーナスの合算確率は1/99でビッグとレギュラー比率は半々。トマト揃いは左リールの三択が必要ない特殊リプレイとなっており、50%の確率でボーナスに当選するチャンスリプレイとなっている。完全告知ではないが違和感演出も存在し、ボーナスを告知する。中段トマト揃いはビッグボーナス確定である。最大獲得枚数には一度だけ青7もしくは赤7を中段に目押しする必要がある（ビッグは2コマの余裕、レギュラーはビタ押し）。
- キングリノという兄弟機が直営店のみで設置された。基本的にはハイパーリノと同じで、大きく違うのはボーナス獲得枚数が下がった分、ビッグボーナス後に33ゲームのRTがついた。

### ナイツ2
2016年5月に「ナイツ2」が発売された。この機種はリノの名称ではなく、4号機のナイツの後続機であるが、内部はリノシステムで、リノに比べて連荘しにくいが、リノで言う所のトマトチャンスには当たりやすい。4リール機である。

### スーパーリノSP
2022年1月に発売されたリノシリーズ初のSP機。山佐の他のSPシリーズ同様、液晶搭載機になっている。検定通過名は「SリノSPYTMM」。山佐の組織改編により、本機から山佐ネクストの製造・発売になっている。
大きな違いとして、モード選択機能が搭載され、更にはリノスペックで初の天井を搭載している。また、本機ではトマトチャンスで左リールが3択的中でトマトが揃う(33.3%)ものに加え2択(50%)、3択中2つが正解(66%)、全て正解(100%)が追加された。どの色を押せばトマトが揃っていたのかが表示される履歴機能「トマト収穫日記」が追加され、遊戯中いつでも見ることができる。なお、ビッグの連チャン時BGMは大幅に刷新され、新たに「パチスロモンキーターン」のBGMが追加された。天井も存在し、1831ゲームで100%トマトが揃いやすくなる。ボーナス後に一定確率でトマトが揃いやすくなる状態に移行することがある。演出は4種類のモードが用意されており、以下の中から選択可能。
- トマト農園モード - 本機のメインモード。液晶に登場するトマトキャラ達が小役やチャンスを告知する。
- オキリノモード - レバーオン時の告知に集中させたモード。レバーオン時に左右のトマトが揺れるとトマトチャンス確定。
- ノーマルモード - スタート音遅れで役を察知するタイプ。XX同様、ボーナス成立時はサムズアップが液晶に表示されボーナスを告知する。
- オリジンモード - 告知等が一切発生しない、5号機のリノシリーズに似たモード。隠しモードとなっており、ノーマルモードを選択した状態で十字ボタンの上を押すことで選択できる。

### スマスロリノヘブン
2022年11月に発売された山佐ネクストのスマスロ第1弾。リノの名称でトマトも存在しているが、これまでのリノシリーズのゲーム性と大きく異なり、他社の沖ドキ!に近いゲーム性である。ビッグボーナスで約200枚、レギュラーボーナスで約60枚獲得できる。
- 通常モードや天国モード等を行き来するゲーム性で32ゲームが連荘ゾーンである。継続率90%でビッグが連荘する裏天国モードがある。
- これまでのリノにあったトマト3択等のチャンスはない。トマトは超レア役扱いで、揃うとボーナス確定で高モードへの移行が期待できる。
- ボーナス告知は上部液晶のトマトが光ることで告知される。液晶の違和感演出やトマトの光り方、7の揃うライン等でボーナスの種類や滞在モードを示唆するものもある。
- ボーナス間200ゲームに引き戻しゾーン、チャンスゾーンの天井が、999ゲームにその他のモードの天井が存在する。